# Günther Vogt

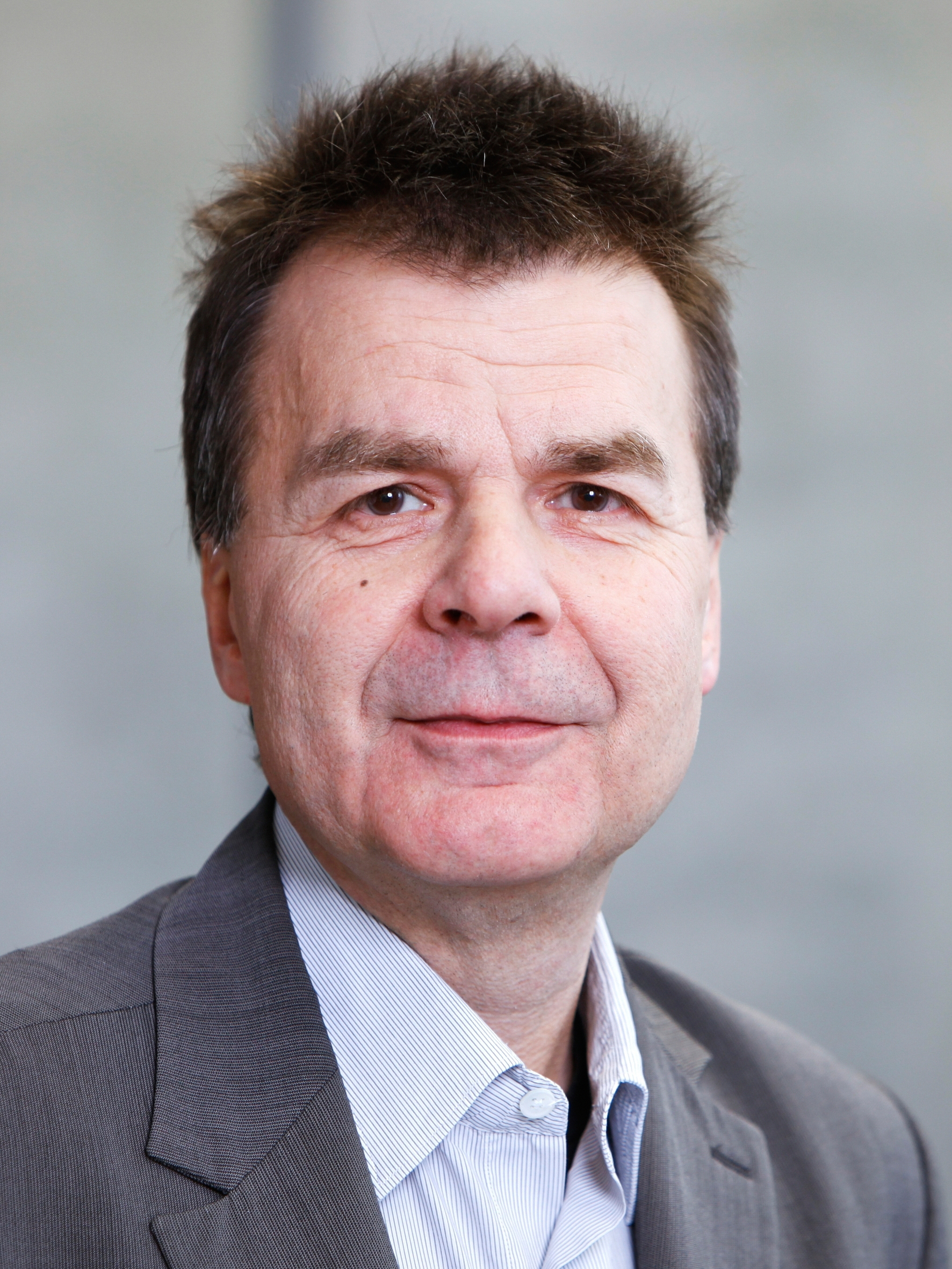
Günther Vogt, 2011

Günther Vogt (* 1957 in Balzers) ist ein liechtensteinischer Landschaftsarchitekt und emeritierter Universitätsprofessor.

## Werdegang
Günther Vogt studierte nach einer Gartenbau-Ausbildung in Bern Landschaftsarchitektur am Interkantonalen Technikum Rapperswil. 1987 wurde er Mitarbeiter bei Stöckli, Kienast, Köppel und gründete 1995 zusammen mit Dieter Kienast das Büro Kienast Vogt Partner. Nach dem Tod von Dieter Kienast ging daraus 2000 das Büro VOGT Landschaftsarchitekten, Zürich, hervor. Es folgten Büros in München, Berlin und London. Günther Vogt lehrte an der ETH Zürich (2005–2023) und an der Graduate School of Design der Harvard University (2012). Von 2007 bis 2011 war er Leiter des NSL (Netzwerk Stadt und Landschaft) der ETH Zürich.

## Landschaftsarchitektur
Die Arbeiten von Vogt Landschaftsarchitekten sind von einer intensiven Auseinandersetzung mit dem Umfeld geprägt. Charakteristisch für die Arbeitsweise des Büros ist der Entwurf am Modell, der das Ziel hat, die Planer weg von der Vogelperspektive des Grundrisses und hin zur dreidimensionalen, wahren Perspektive des Nutzers zu bringen.
- Innenhof Hotel Greulich, Zürich
- Laban Dance Centre, London
- Klosterplatz und Abteihof des Klosters Einsiedeln
- Kvadrat, Ebeltoft (Kunst: Ólafur Elíasson)
- M+ Museum, Hongkong (Architektur: Herzog & de Meuron)
- Museum of Modern Art, Kalkutta (Architektur: Herzog & de Meuron)
- Novartis Campus Park, Basel (Kunst u. a. Dan Graham und Olafur Eliasson)
- Schweizerisches Landesmuseum, Zürich (Architektur: Christ & Gantenbein)
- Bürogebäude der BLKB, Liestal (Architektur: Christ & Gantenbein)[4]
- Erweiterung eines Wohnhauses, Arlesheim (Architektur: Christ & Gantenbein)[5]
- FIFA-Hauptquartier, Zürich (Architektur: Tilla Theus)
- Erweiterung Klinik Beverin (Architekt Max Kasper mit Künstler Hans Danuser)[6]
- 1997–1999: Renovierung des Freibads Allenmoos (Architekt: Ueli Zbinden)[7][8]
- 2001–2005: Allianz Arena, München (Architektur: Herzog & de Meuron)
- 1995–2007: Tate Gallery of Modern Art, London (Architektur: Herzog & de Meuron)
- 1997–2007: Kolumba Kunstmuseum, Köln (Architekt: Peter Zumthor)[9]
- 2006–2010: The Green – Novartis Campus, Basel (Architektur: Frank O. Gehry)
- 2012: Athletendorf, London (East Village)
- 2005–2013: Europäische Zentralbank, Frankfurt (Architektur: Coop Himmelb(l)au)
- 2013: Masoala-Halle, Zoo Zürich (Architekt: Gautschi Storrer)
- 2017: Wohnhaus Green City B3 Süd, Zürich (Architekt: Adrian Streich)[10]
- seit 2017: Erweiterung Klinik Waldhaus, Chur (Architekt: Conradin Clavuot)[11]
- 2013–2020: Quai Zurich Campus, Zürich (Architekt: Adolf Krischanitz)
- 2022: 1. Preis St. Luzibrücke, Chur (Ingenieure: Conzett Bronzini Partner und Schlaich Bergermann & Partner, Architekten: Jüngling & Hagmann)

## Preise
- 2010: Schulthess Gartenpreis des Schweizer Heimatschutzes für Blumenberge, St. Gallen und Kleiner Platz beim SIA-Hochhaus, Zürich[12]
- 2012: Prix Meret Oppenheim (als erster Landschaftsarchitekt)[13]

## Ehemalige Mitarbeiter
- Maurus Schifferli

## Publikationen
- Günther Vogt: „Miniatur und Panorama - Vogt Landschaftsarchitekten Arbeiten 2000-2006“, Lars Müller Publishers 2006, ISBN 3-03778-068-1
- Alice Foxley, Vogt Landschaftsarchitekten: „Distance and Engagement – Walking, Thinking and Making Landscape“, Lars Müller Publishers, 2010, ISBN 978-3-03778-196-8
- Dominique Ghiggi, Lehrstuhl Günther Vogt, Departement für Architektur, ETH Zürich: „Baumschule - Kultivierung des Stadtdschungels“, Lars Müller Publishers, 2010, ISBN 978-3-03778-217-0
- Franziska Bark, Lehrstuhl Günther Vogt, Departement für Architektur, ETH Zürich: „Versuche das Glück im Garten zu finden“, Lars Müller Publishers, 2011, ISBN 978-3-03778-247-7
- Günther Vogt: „Miniature and Panorama - Vogt Landscape Architects Projects 2000-2012“,  Lars Müller Publishers, 2012, ISBN 978-3-03778-233-0
- Marcel Meili, Markus Peter, Vogt Landschaftsarchitekten: „5 Orte in der Schweiz“, Zürich, 2012